# Inundación de zumo de Lebedián
La inundación de zumo de Lebedián fue una inundación de 28 millones de litros de zumos en las calles de Lebedián, Rusia, el 25 de abril de 2017, viéndose también afectado el río Don. Fue causada por el colapso de un almacén de la multinacional PepsiCo.
El almacén estaba ubicado en Lebedián, el centro de operaciones de Pepsi en Rusia, y era operado por la subsidiaria de PepsiCo, Lebedyansky. El derrumbe del techo causó dos heridos menores y produjo el derrame de 28 millones de litros de zumos de distintos sabores, entre ellos tomate, naranja, piña, mandarina, granada y cereza. No hubo muertes como resultado del incidente.
Hubo cierta preocupación de que los zumos pudieran haber dañado el ecosistema acuático del río Don, pero las muestras de agua no mostraron evidencia de daño ambiental.
PepsiCo se disculpó por el incidente, se ofreció a pagar todos los daños causados y afirmó que estaban trabajando con trabajadores locales para determinar la causa del colapso del almacén.